# Godhard von der Recke (1370-1430)

Wapen von der Recke

Godhard II von der Recke (1370-1430), heer van Heeren, Volmestein, Heessen, Steinfurt en Stockhausen, was een zoon van Diederik III von der Recke (1340-1390) en Anna Kettler (1345-).
Godhard stamde uit het geslacht von der Recke dat tot de Westfaalse Uradel behoort.
Hij trouwde (1) in 1395 met Agnes van Laer (1375-1410). Uit zijn eerste huwelijk is 1 kind geboren:
- Diederik VII von der Recke zu Reessen (1410-1467)

Hij trouwde (2) in 1414 met Agnes / Neyse van Volmestein (1387-1439). Agnes gravin van Volemestein, werd erfvrouw van Volmestein en Heessen door het kinderloos overlijden van haar broer Johannes II de laatste graaf van Volmestein. Zij was een dochter van Diederik IV graaf van Volmestein (1335-1395) en Elisabeth van Limburg (1370-). De graafschap Volmarstein/Volmestein grensde aan Graafschap Limburg.
Uit zijn tweede huwelijk zijn 2 kinderen geboren:
- Johan von der Recke heer van Heeren (1412-)
- Godhard von der Recke zu Volmestein heer van Volmestein (1414-)

Godhard II was de stamvader van de takken Heeren, Heessen, Steinfurt en Stockhausen. In de familie waren de volgende bezittingen:
- Haus Uentrop bij Hamm in Westfalen (vanaf 1430)
- Haus Werdringen bij Hagen in Westfalen (vanaf 1437 tot ca. 1921)
- Haus Stockhausen bij Lübbecke in Westfalen (vanaf  1628)
- Haus Obernfelde bij Lübbecke in Westfalen (vanaf 1818)
- Haus Kraschnitz bij Militsch in Silezië (vanaf 1845)
- Haus Mansfeld in de Mansfelder Gebirgskreis (vanaf 1859)
- Haus Parchau bij Lüben in Silezië (vanaf 1892)
- Haus Sabitz bij Lüben in Silezië (vanaf 1903)
- Haus Rittershain bij Rotenburg in Fulda (vanaf 1910 tot 1964)

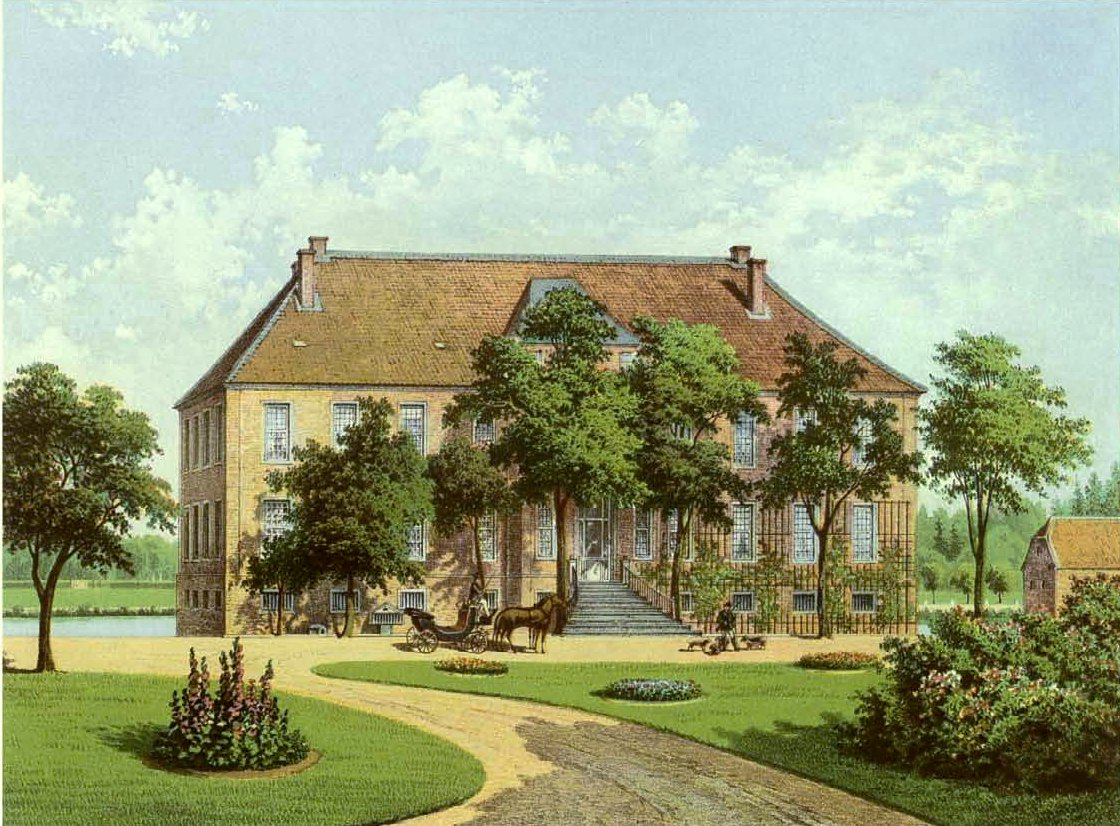
Haus Uentrop
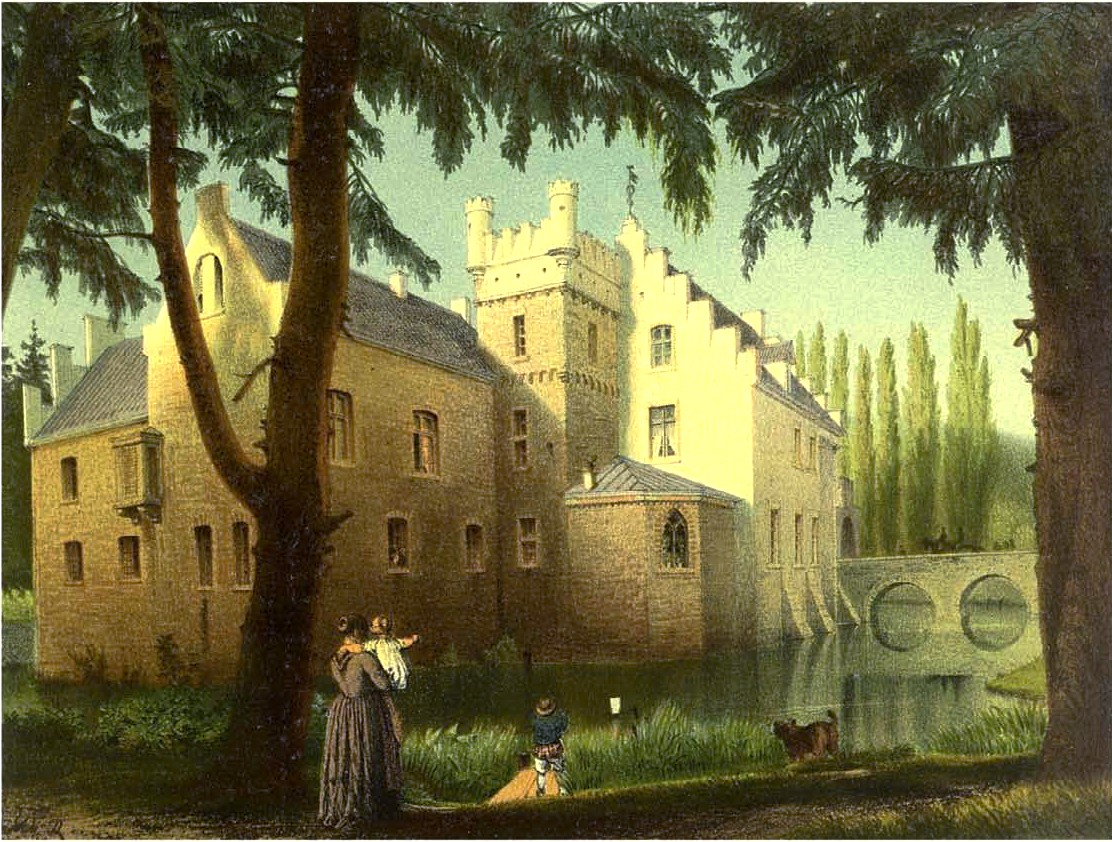
Haus Werdringen
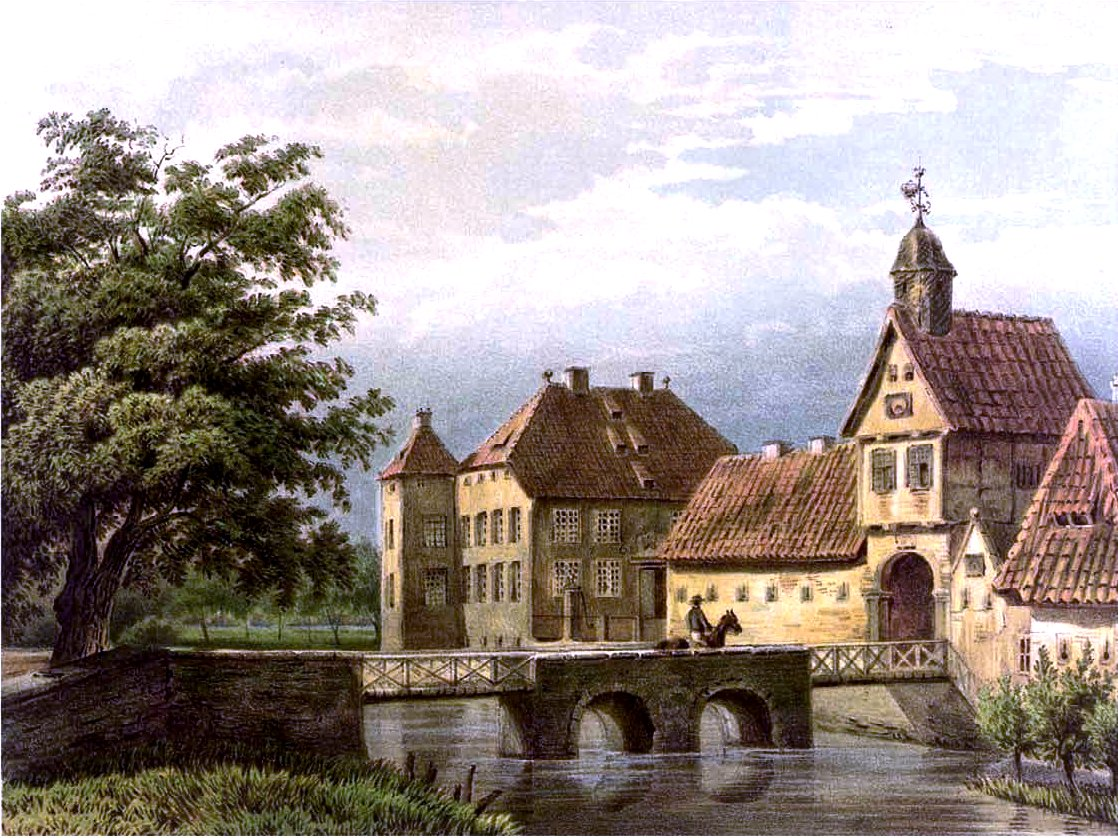
Gut Stockhausen
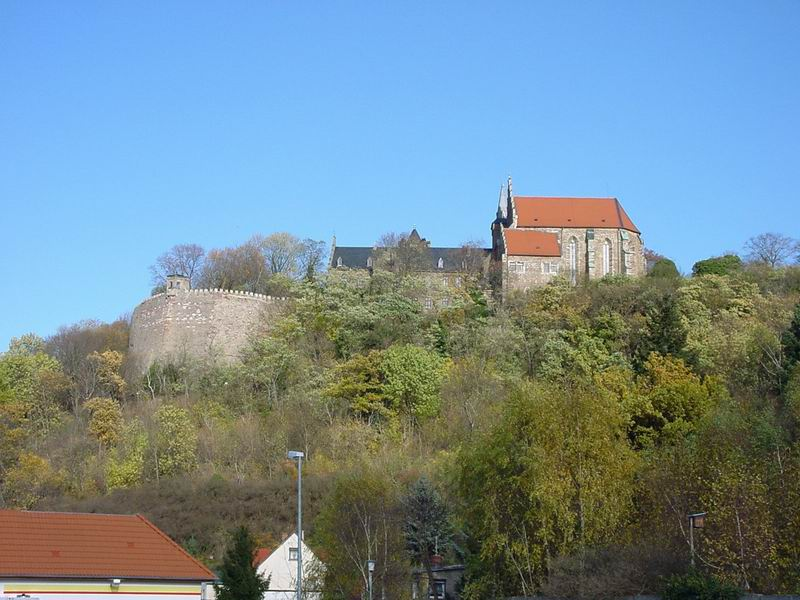
Burcht Mansfeld
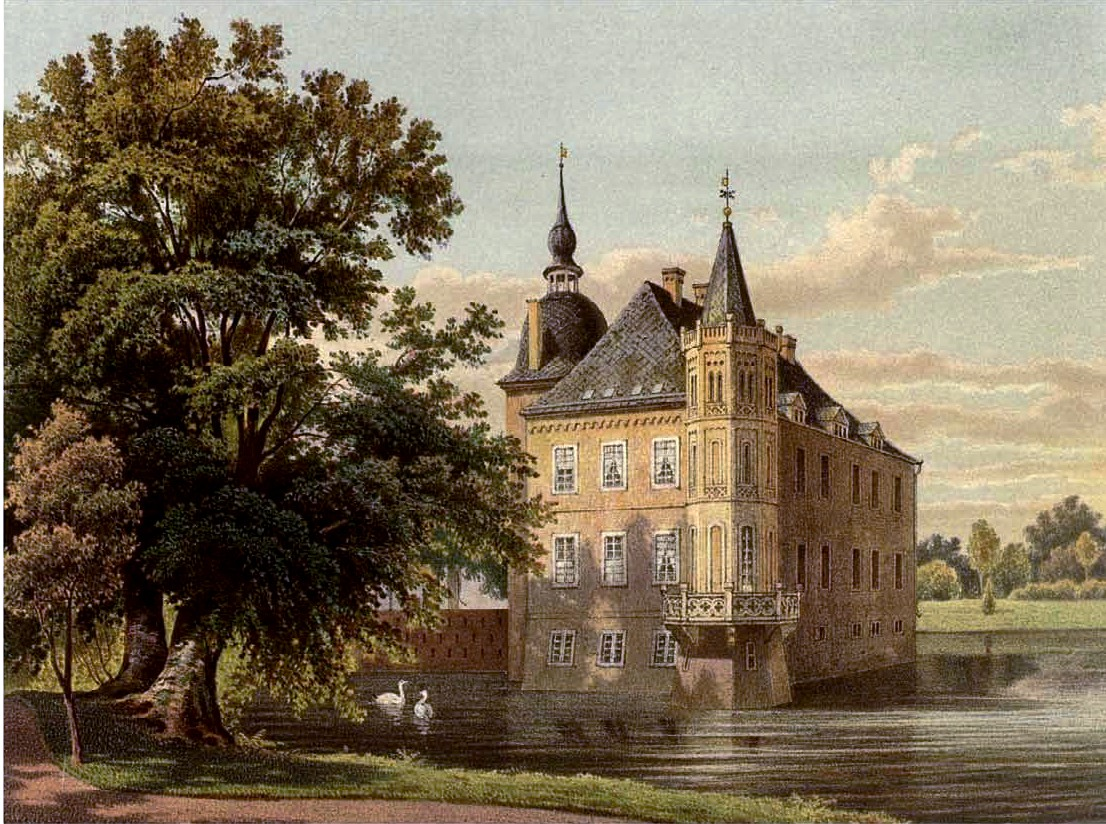
Haus Heeren
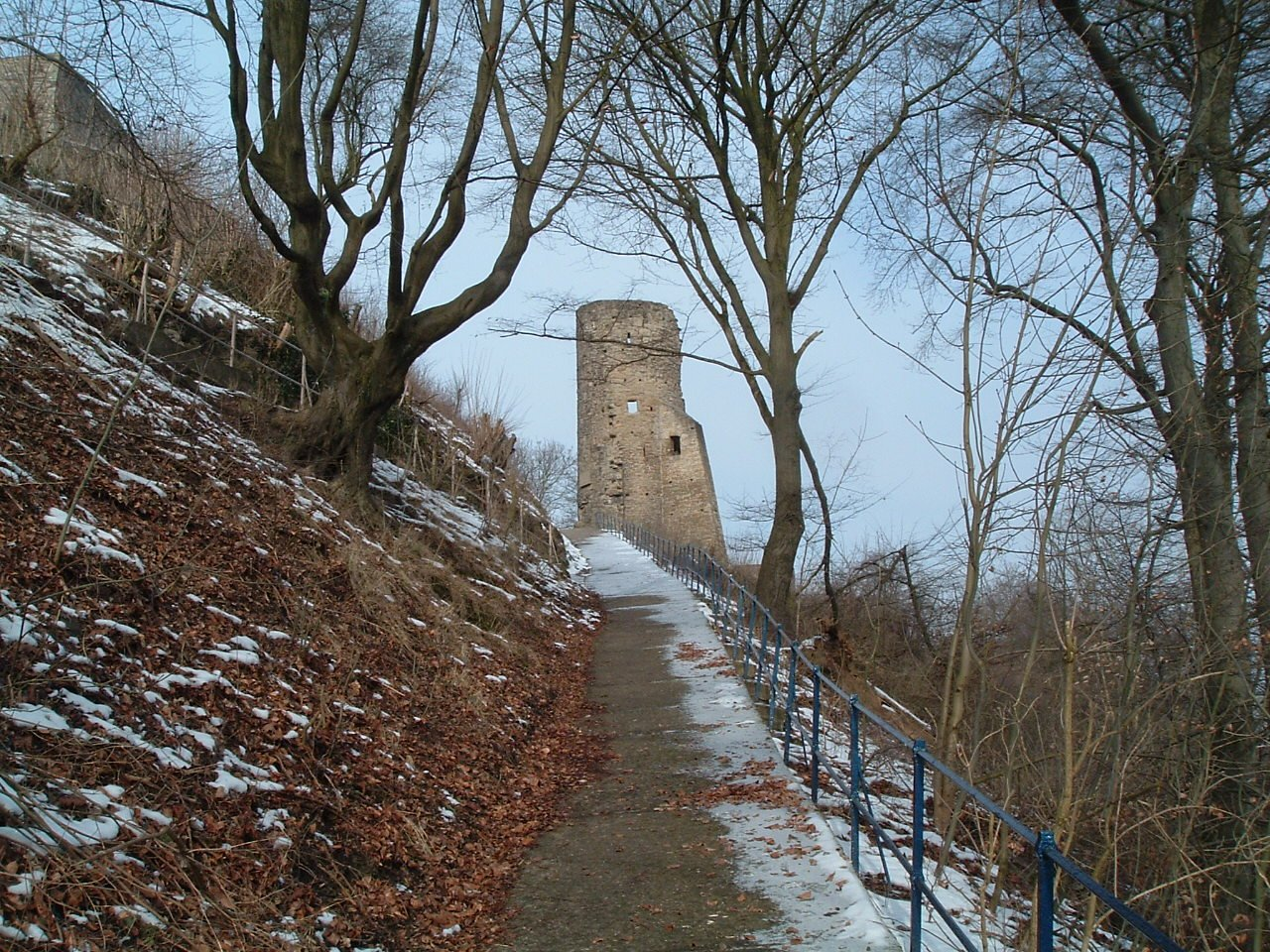
Ruïne van de Burg Volmarstein
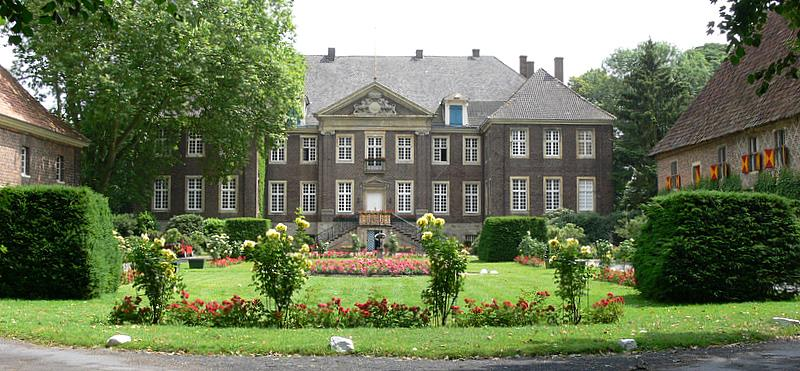
Haus Steinfurt
Wapen Kettler / von Ketteler